# Mauro Passos
Mauro Guimarães Passos (Rio Grande - RS, 12 de setembro de 1948) é um engenheiro mecânico e político brasileiro.
Formado em 1972 na Universidade Federal do Rio Grande (FURG), com especialização em recursos hídricos no Instituto de Pesquisas Hidráulicas da Universidade Federal do Rio Grande do Sul (UFRGS), em hidrologia aplicada (US Geological Survey) e em planejamento energético no Instituto Alberto Luiz Coimbra de Pós-Graduação e Pesquisa em Engenharia da Universidade Federal do Rio de Janeiro (COPPE/UFRJ).
Atuou no setor de planejamento do sistema elétrico brasileiro de 1973 a 2003 (DNAEE, Eletrobras/Eletrosul).
Como parlamentar atuou no Congresso Nacional e no Parlamento do Mercosul, nas comissões de Minas e Energia, Meio Ambiente e Ciência e Tecnologia (2003/2007). 
Em 2007 criou o Instituto para o Desenvolvimento de Energias Alternativas na América Latina (Instituto Ideal), presidindo a organização desde então.
É autor do blog De olho no futuro, voltado principalmente para a temática energética.
Foi vereador em Florianópolis de 1997 a 2000, e de 2001 a 2003, e deputado federal pelo Partido dos Trabalhadores PT) na 52ª legislatura (2003 — 2007). Ao encerrar o mandato de deputado decidiu deixar a atuação política para fundar o Ideal.